# Machsike Hadass
Il Machsike Hadass è una comunità caritatevole ebraica di Anversa. Il nome deriva dall'ebraico (מחזיקי הדת) e significa "Mantenere il comandamento" o anche "Rispettare la fede". In ebraico standard è pronunciato come machsikee hadat. La sinagoga principale di questa comunità israeliano-chassidica fu costruita nel 1913-14 in uno stile eclettico con un carattere esotico basato su un progetto di J. Hofman. La sinagoga si trova in Oostenstraat 43 e Chaim Kreiswirth è il rabbino capo.

## La Sinagoga: struttura architettonica
La sinagoga Machsiké Hadass è un complesso rettangolare costituito da due sinagoghe, una casa del custode e sale per banchetti. La sinagoga principale ha un accesso centrale per gli uomini e due ingressi separati per le donne. L'edificio è stato gravemente danneggiato due volte nella sua storia. La prima volta durante la seconda guerra mondiale in cui fu colpito il piano superiore e una seconda volta durante un incendio nell'edificio anteriore il 6 aprile 1963. Successivamente, l'edificio fu ampliato e fu allestito un luogo per le feste.
L'interno della sinagoga ha stucchi e pareti dipinte e si compone di due piani. Il piano terra è occupato dagli uomini e l'area femminile si trova al piano superiore. Questa è decorata con colonne di marmo e finto marmo, capitelli con palmette dorate e dipinti con immagini simboliche dei dodici mesi e delle dodici tribù di Israele. Infine, il soffitto ha un dipinto simbolico e una volta a mezza cupola, accessibile tramite gradini di marmo.

## Uso e servizi
La sinagoga, che ha avuto origine nella sua forma attuale il 4 marzo 1870, è responsabile del servizio religioso verso i suoi membri. Ciò significa, tra le altre cose, che offre macellazioni rituali per carne e pollame kosher, mikveh (bagni rituali) e organizza la Brit milà (circoncisione rituale). Organizza anche l'istruzione primaria nelle scuole Jesode Hatora e Beth Jacov e l'istruzione secondaria nella scuola Jeshiva Tal Toire. Tutte le comunità Chassidiche sono affiliate, tranne Chassidut Belz e Chassidut Pshevorsk.